# Бриш
Бриш (фр. Bruch) насеље је и општина у југозападној Француској у региону Аквитанија, у департману Лот и Гарона која припада префектури Нерак.
По подацима из 2011. године у општини је живело 773 становника, а густина насељености је износила 48,65 становника/km². Општина се простире на површини од 15,89 km². Налази се на средњој надморској висини од 28 метара (максималној 159 m, а минималној 35 m).

## Демографија
| 1962. | 1968. | 1975. | 1982. | 1990. | 1999. | 2011. |
| ----- | ----- | ----- | ----- | ----- | ----- | ----- |
| 700   | 710   | 749   | 700   | 703   | 721   | 773   |

График промене броја становника у току последњих година